# Club de Deportes Coquimbo Unido
Club de Deportes Coquimbo Unido en fotbollsklubb från staden Coquimbo. Klubben bildades den 15 augusti 1957.